# Sojuz TMA-10
La Sojuz TMA-10 è una missione con equipaggio partita il 7 aprile 2007 e diretta verso la Stazione spaziale internazionale dove è arrivata il 9 aprile con l'equipaggio Expedition 15. La navetta è rientrata il 21 ottobre 2007.

## Equipaggio
| Ruolo                | Equipaggio al lancio                                  | Equipaggio all'atterraggio                            |
| -------------------- | ----------------------------------------------------- | ----------------------------------------------------- |
| Comandante           | Oleg Kotov, Roscosmos Expedition 15 Primo volo        | Oleg Kotov, Roscosmos Expedition 15 Primo volo        |
| Ingegnere di volo    | Fëdor Jurčichin, Roscosmos Expedition 15 Secondo volo | Fëdor Jurčichin, Roscosmos Expedition 15 Secondo volo |
| Partecipante al volo | Charles Simonyi, SA Turista Primo volo                | Sheikh Muszaphar, ANGKASA Primo volo                  |

### Equipaggio di riserva
| Ruolo             | Equipaggio                   | Equipaggio                   |
| ----------------- | ---------------------------- | ---------------------------- |
| Comandante        | Roman Romanenko, Roscosmos   | Roman Romanenko, Roscosmos   |
| Ingegnere di volo | Michail Kornienko, Roscosmos | Michail Kornienko, Roscosmos |

## Parametri della missione

### Attracco con l'ISS
- Aggancio all'ISS: 10 aprile 2007, 0:10 CEST